# Michelle Snow
Donnette Jé-Michelle Snow (ur. 20 marca 1980 w Pensacola) – amerykańska koszykarka występująca na pozycji silnej skrzydłowej oraz środkowej.

## Osiągnięcia
Stan na 22 kwietnia 2017, na podstawie, o ile nie zaznaczono inaczej.

### NCAA
- Wicemistrzyni NCAA (2000)
- Uczestniczka:
  - NCAA Final Four (2000, 2002)
  - rozgrywek Elite 8 turnieju NCAA (1999, 2000, 2002)
  - rozgrywek Sweet 16 turnieju NCAA (1999–2002)
- Mistrzyni:
  - turnieju konferencji Southeastern (SEC – 1999, 2000)
  - sezonu regularnego konferencji SEC (1999–2002)

### WNBA
- Największy Postęp WNBA (2003)
- 2-krotna uczestniczka meczu gwiazd WNBA (2005, 2006)

### Inne drużynewe
- Mistrzyni:
  - Eurocup (2012)
  - NWBL (2003)
  - Izraela (2008)[3]
- Wicemistrzyni:
  - Euroligi (2009)
  - Hiszpanii (2009)
- Brąz Eurocup (2010)
- 4. miejsce w Eurocup (2008)
- Zdobywczyni pucharu Izraela (2008)[3]

### Inne indywidualne
- MVP drużyny All-Star podczas meczu gwiazd ligi włoskiej (2006)[4]
- Środkowa roku ligi izraelskiej (2016 według eurobasket.com)[5]
- Zaliczona do (przez eurobasket.com):
  - I składu:
    - hiszpańskiej ligi LFB (2009)[6]
    - ligi izraelskiej (2016)[5]
    - zawodniczek zagranicznych ligi:
      - rosyjskiej (2010)[7]
      - hiszpańskiej ligi LFB (2009)[6]
      - izraelskiej (2016)[5]
      - ligi tureckiej (2014)[8]

  - II składu ligi:
    - rosyjskiej PBL (2010)[7]
    - tureckiej (2014)[8]
    - włoskiej (2006)[4]

  - składu honorable mention ligi:
    - rosyjskiej (2011, 2012)[9][10]
    - izraelskiej (2008)[3]
- Uczestniczka meczu gwiazd ligi włoskiej (2006)[4]
- Liderka w:
  - zbiórkach:
    - Euroligi (2005)
    - NWBL (2003)

  - skuteczności rzutów z gry NWBL (2003)

### Reprezentacja
- Brązowa medalistka mistrzostw świata (2006)
- Zdobywczyni Pucharu Jonesa (2000)